# United Premier Soccer League
United Premier Soccer League (ou UPSL) é uma liga de futebol semi-profissional disputada por times dos Estados Unidos. Fundada em 2011, a liga tem sede em Santa Ana, Califórnia. A liga é uma das ligas afiliadas à United States Adult Soccer Association. Por fazer parte da USASA, seus participantes estão aptos a participar da Lamar Hunt US Open Cup.

## História
A liga foi fundada em 2011 apenas com equipes da Califórnia. Hoje a liga se encontra presente na Califórnia, Arizona, Nevada, Idaho e Colorado. Em 2018 a liga terá times ainda de Utah, Nova Iorque, Nova Jersey e Carolina do Sul.
A partir de 2017, a liga passa a ter duas divisões, a Pro Premier e a Championship.

### US Open Cup
O clube da UPSL com mais destaque na US Open Cup foi o PSA Elite, que chegou na quarta fase duas vezes. Em 2016 La Máquina FC, LA Wolves FC e San Nicolas FC participaram da competição.

## Times
Essa é uma lista dos times que disputaram a competição na temporada 2016-2017.
| Conferência do Arizona                 | Cidade                  |
| -------------------------------------- | ----------------------- |
| Arizona Scorpions                      | Phoenix, AZ             |
| El Salto United FC                     | Peoria, AZ              |
| Sporting Arizona FC                    | Mesa, AZ                |
| Super Inter AZ                         | Phoenix, AZ             |
| Conferência do Colorado                | Cidade                  |
| Colorado Rush                          | Littleton, CO           |
| Colorado Springs FC                    | Colorado Springs, CO    |
| El Azul Denver                         | Denver, CO              |
| FC Boulder                             | Boulder, CO             |
| FC Greeley                             | Greeley, CO             |
| Fort Collins United                    | Fort Collins, CO        |
| Indios Denver FC                       | Denver, CO              |
| Logroñes Denver SC                     | Denver, CO              |
| Conferência de Nevada                  | Cidade                  |
| Anahuac FC                             | Las Vegas, NV           |
| Las Vegas City FC                      | Las Vegas, NV           |
| Las Vegas Mobsters                     | Las Vegas, NV           |
| Las Vegas United                       | Las Vegas, NV           |
| MF 10 SC                               | Las Vegas, NV           |
| Real Zamora FC                         | Las Vegas, NV           |
| Conferência Nordeste                   | Cidade                  |
| New Jersey Teamsters FC (2018)         | New Jersey              |
| Super 9 Pro FC (2018)                  | Rochester, NY           |
| Conferência Noroeste                   | Cidade                  |
| Boise FC                               | Boise, ID               |
| California Victory FC                  | Petaluma, CA            |
| CD Aguiluchos USA U23                  | Oakland, CA             |
| CD Pamperos                            | Oakland, CA             |
| FC Sacramento                          | Sacramento, CA          |
| IFX Ballistic                          | Pleasanton, CA          |
| Logan United FC (2018)                 | Logan, UT               |
| Magic Valley FC                        | Twin Falls, ID          |
| Real San Jose                          | San Jose, CA            |
| Western Nevada FC                      | Dayton, NV              |
| Conferência Sudeste                    | Cidade                  |
| FC Cardinals (2018)                    | Winston-Salem, NC       |
| Conferência Oeste Divisão Pro Premier  | Cidade                  |
| Anaheim Legacy FC                      | Anaheim, CA             |
| Avalanche USA FC                       | Fontana, CA             |
| Cal Arsenal FC                         | Santa Ana, CA           |
| Corinthians USA                        | Rancho Cucamonga, CA    |
| La Máquina FC                          | Santa Ana, CA           |
| L.A. Highlanders FC                    | Glendale, CA            |
| L.A. Wolves FC                         | Torrance, CA            |
| Moreno Valley FC                       | Moreno Valley, CA       |
| Newhall Premier FC                     | Santa Clarita, CA       |
| Ozzy's Laguna FC                       | La Puente, CA           |
| PSC Football Club                      | Orange County, CA       |
| Santa Ana Winds FC                     | Santa Ana, CA           |
| Santa Clarita Storm                    | Santa Clarita, CA       |
| San Fernando Valley Scorpions SC       | San Fernando Valley, CA |
| Sporting San Fernando                  | San Fernando Valley, CA |
| Strikers FC South Coast                | Huntington Beach, CA    |
| USA Soccer Stars FC                    | Los Angeles, CA         |
| Valley United SC                       | North Hills, CA         |
| Conferência Oeste Divisão Championship | Cidade                  |
| Atlas FC USA                           | San Juan Capistrano, CA |
| Bell Gardens FC                        | Bell Gardens, CA        |
| CF Cachorros USA                       | Santa Ana, CA           |
| Del Rey City SC                        | Playa del Rey, CA       |
| FC Golden State Force U23              | Glendora, CA            |
| Fontana International SC               | Fontana, CA             |
| High Desert United                     | Victorville, CA         |
| Irvine Outcasts SC                     | Irvine, CA              |
| L.A. Sharks FC                         | Los Angeles, CA         |
| L.A. Wolves FC II                      | Torrance, CA            |
| Lionside FC                            | Redondo Beach, CA       |
| Newport FC                             | Newport Beach, CA       |
| OC Crew SC                             | Lake Forest, CA         |
| Panamerican FC                         | Glendale, CA            |
| San Nicolas Pro Evolution              | Pomona, CA              |
| SoCal Troop FC                         | Cypress, CA             |
| Strikers FC SC Reserves                | Huntington Beach, CA    |
| Tiburones Rojos USA                    | Paramount, CA           |
| Toros Neza USA                         | Corona, CA              |
| United Football Academy Hawks          | Los Angeles, CA         |

## Campeões
| Temporada   | Campeão                 | Vice                  | Resultado     |
| ----------- | ----------------------- | --------------------- | ------------- |
| 2011–12     | OC Crew SC              | Santa Ana Winds FC    | 4-2           |
| 2012–13     | Santa Ana Winds FC      | Tustin Legends FC     |               |
| 2013–14     | OC Crew SC              | Tustin Legends FC     | 5–3           |
| 2014–15     | La Máquina FC           | Glory United          | 4–1           |
| 2015        | San Nicolas FC          | L.A. Wolves FC        | 2–0           |
| 2016 Spring | Strikers FC South Coast | San Pedro Monsters    | 3–1           |
| 2016 Fall   | FC Anahuac              | Inter Arizona FC      | 0–0 (5–4 Pen) |
| 2017 Spring | L.A. Wolves FC          | California Victory FC | 2–1           |
| 2017 Fall   | OC Invicta FC           | Santa Ana Winds FC    | 3–2           |
| 2018 Spring | Milwaukee Bavarian SC   | Sporting AZ FC        | 3–2           |
| 2018 Fall   | California United FC II | Inocentes FC          | 1-1 (4-2 pen) |
| 2019 Spring | Tropics SC              | Utah Murcielagos      | 2-2 (3-4 pen) |
| 2019 Fall   | Maryland Bobcats FC     | Santa Ana Winds FC    | 3-1           |